# ポール＝ルイ・ドゥランス
ポール＝ルイ・ドゥランス（Paul-Louis Delance、1848年3月14日 - 1924年10月16日）は、フランスの画家、美術教師である。アカデミック美術の画家で歴史画などを描いた。美術教師として様々な美術学校で教えた。

## 略歴
パリで生まれた。パリ国立高等美術学校でジャン＝レオン・ジェロームやレオン・ボナに学んだ。1865年からパリのサロンに参加した。1870年に普仏戦争が起きると軍役についた。1880年のサロンで選外佳作、1881年に3等のメダル、1888年に1等のメダルを受賞した。
パリの私立の美術学校のアカデミー・ドレクリューズなどや、個人教授として学生を教え、ドゥランスの教えた学生には、ジャン・マンハイム(Jean Mannheim)や ジョン・ノーブル・バーロウ、ロバート・バーンズ、ジェニー・イーキン・デロニー、アンナ・サールステン、ウィリアム・エドウィン・アトキンソン(William Edwin Atkinson)らがいた。
1886年、ドゥランスは学生の一人のジュリー・フォガール（Julie Feurgard）と結婚し、1888年に女児が生まれた。妻は結婚後も画家として活動していたが1892年に亡くなった。
1895年から1899年にかけて、フランス南部のオロロン＝サント＝マリーのノートルダム教会（Église Notre-Dame d'Oloron-Sainte-Marie）の装飾画を描いた。
1908年にレジオンドヌール勲章（シュバリエ）を受勲した。
1924年にパリ15区で亡くなった。

## 作品

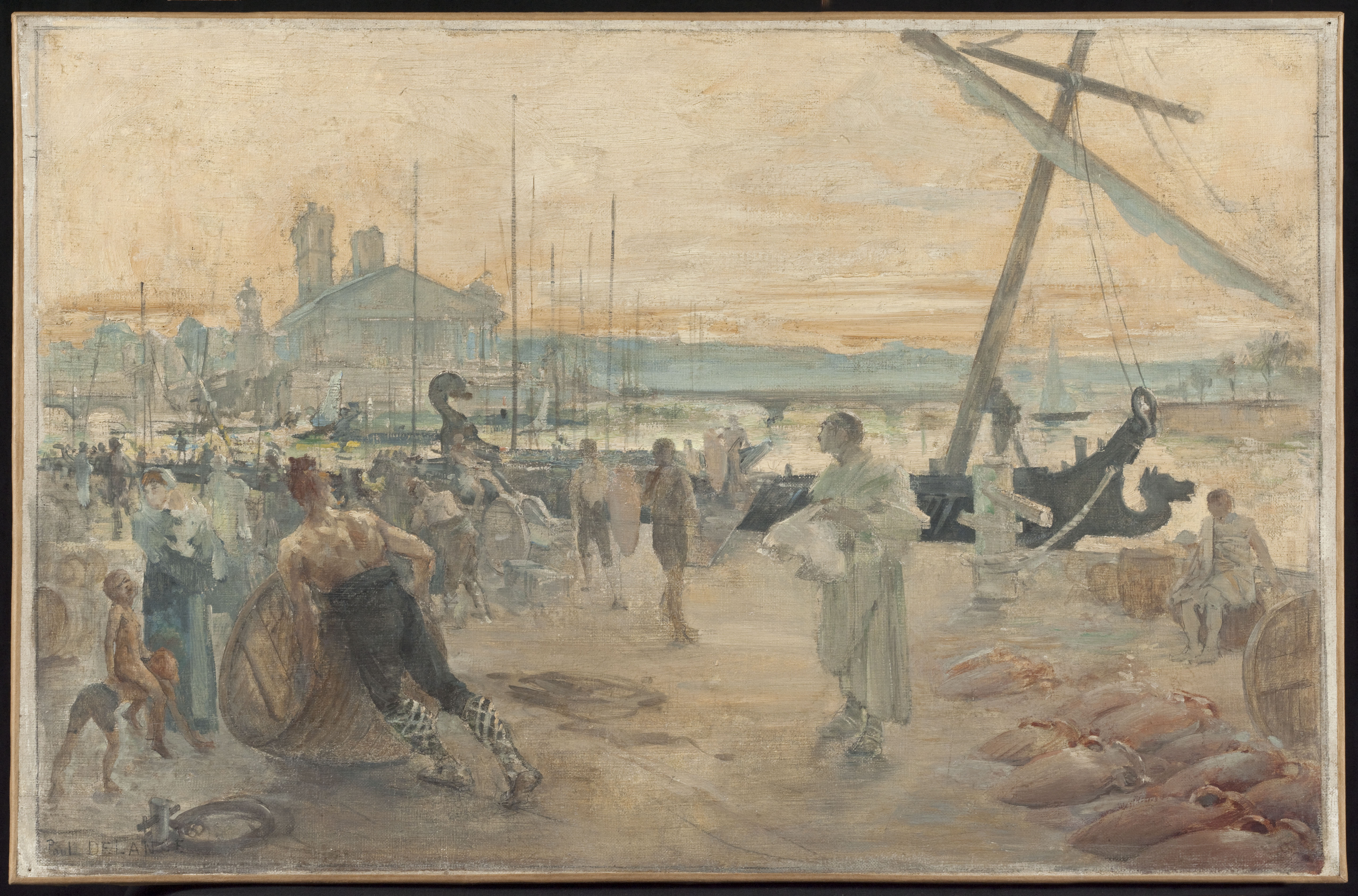
帝政ローマ支配下のパリの風景(c.1890) プティ・パレ
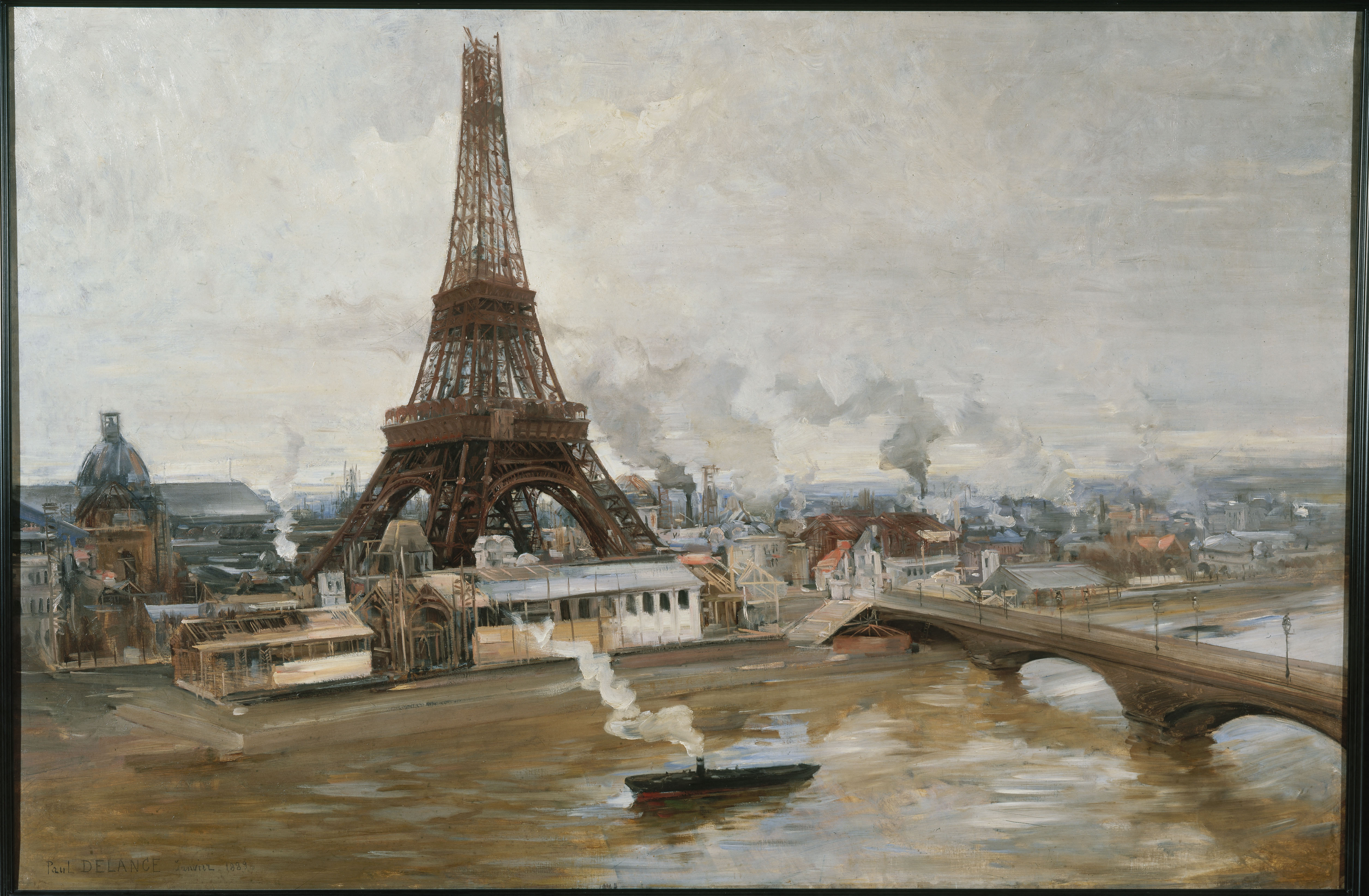
建設中のエッフェル塔(1889) カルナヴァレ博物館
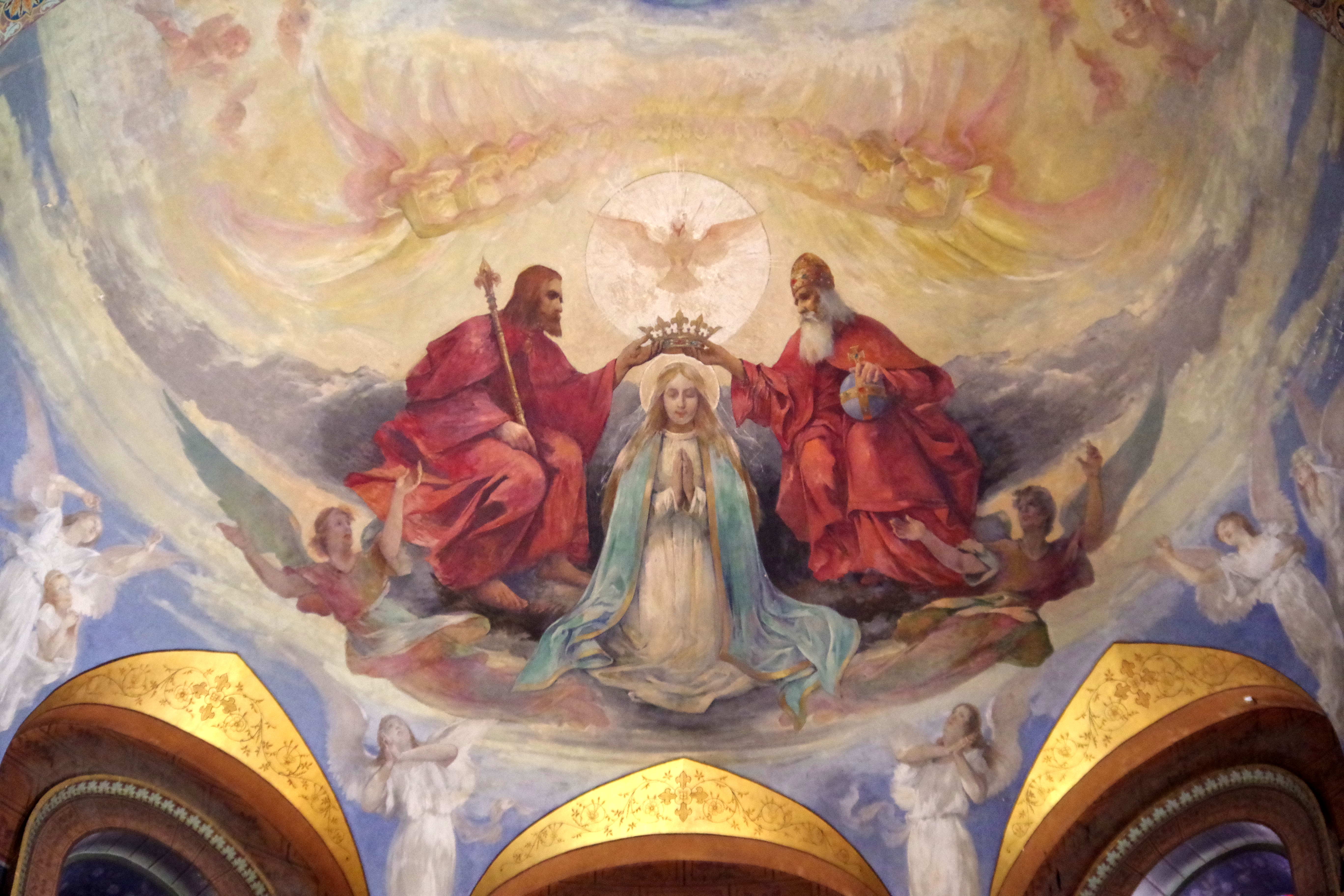
オロロン＝サント＝マリーのノートルダム教会の装飾画